# Slag bij Narbonne
De Slag bij Narbonne vond plaats in 737 tussen Yusuf ibn Abd al-Rahman al-Fihri, gouverneur van Narbonne, en het Frankische leger onder leiding van Karel Martel.
Narbonne was door Al-Samh ibn Malik al-Khawlani, gouverneur van Al-Andalus, in 719 of 720 ingenomen. De stad werd hernoemd tot Arbunah en veranderd in een militaire basis voor toekomstige campagnes. Gesterkt door zijn succes bij de Slag bij Avignon in 737 belegerde Karel Martel Narbonne, maar zijn troepen konden de stad niet innemen. Echter, toen de Arabieren versterkingen vanuit Spanje zonden, wisten de Franken ze te onderscheppen en wonnen de belangrijke Slag aan de Berre, waarna ze naar Nîmes trokken.

## Voetnoten
1. ↑  Christys, Ann (2002). Christians in Al-Andalus (711-1000). London: Routledge, ISBN 0-7007-1564-9, p. 28.
2. ↑  Holt, P. M., Lambton, Ann K. S., Lewis, Bernard (edd.) (1977). The Cambridge History of Islam. Cambridge: Cambridge University Press. ISBN 0-521-29135-6, p. 95.